# Blind Guardian
Pour les articles homonymes, voir Blind.
Blind Guardian est un groupe de power metal allemand, originaire de Krefeld. Il est formé dans les années 1980 sous le nom de Lucifer's Heritage. Ils s'inspirent de l'Heroic Fantasy et du monde de J.R.R. Tolkien. Le groupe est souvent crédité pour son influence sur le power metal et le speed metal,.
Au fil des albums, ils misent davantage sur la clarté, n'hésitant pas à adopter des mélodies qui s'inspirent de la musique épique. Par ce biais, ils se distancent de nombre de formations européennes pour former, avec Gamma Ray et Helloween, la base du power-speed germanique. Ils s'inspirent sans distinction de toutes les grandes sagas, de l’Iliade au Seigneur des anneaux, en passant par Lancedragon, Nietzsche[réf. nécessaire], les sujets religieux, et surtout le Silmarillion, qui inspire tout l'album Nightfall in Middle-Earth. Les textes sont composés par le chanteur Hansi Kürsch, et les mélodies par l'ensemble des membres, en alternance ou en collaboration.

## Biographie

### Débuts et succès (1984–1996)
Le groupe est fondé en 1984 à Krefeld, en Allemagne, sous le nom de Lucifer’s Heritage par Hansi Kürsch (voix, basse), André Olbrich (guitare), Markus Dörk (guitare) et Thomen Stauch (batterie). Le groupe devient brièvement quintet après l'arrivée de Thomas Kelleners. Cependant, Kelleners quitte le groupe quelques mois plus tard. Lucifer's Heritage enregistre d'abord quelques demos en 1985 et 1986, malgré de lourds changements dans son line-up : Dörk et Stauch sont remplacés par Christof Theißen et Hans-Peter Frey, respectivement. Finalement, en 1987, Marcus Siepen se joint au groupe, et Thomen revient ; ainsi le line-up restera le même pendant 18 ans.
Lucifer's Heritage signe un contrat au label No Remorse Records puis change son nom pour Blind Guardian pour éviter toute spéculation concernant une éventuelle implication du groupe dans le satanisme. Le groupe fait paraître son premier album Battalions of Fear en 1988, essentiellement speed metal largement influencé par Helloween. Ces deux groupes allemands ont des similitudes, et le fondateur de Helloween, Kai Hansen, a fait une brève apparition dans le LP de Blind Guardian, Follow the Blind (1989), dans lequel le groupe prouve son inspiration pour le thrash metal,. Leur troisième LP, Tales from the Twilight World (1990), possède une sonorité mélodique à l'influence de la musique classique. Blind Guardian signe chez Virgin Records en 1991, et fait paraitre son quatrième album studio Somewhere Far Beyond en 1992 et l'album live Tokyo Tales en 1993. Flemming Rasmussen, l'ancien producteur de Metallica, travaille avec le groupe dès 1994 pour leur cinquième album Imaginations from the Other Side commercialisé en 1995, et The Forgotten Tales en 1996.

### Départ de Thomen Stauch (1997–2009)

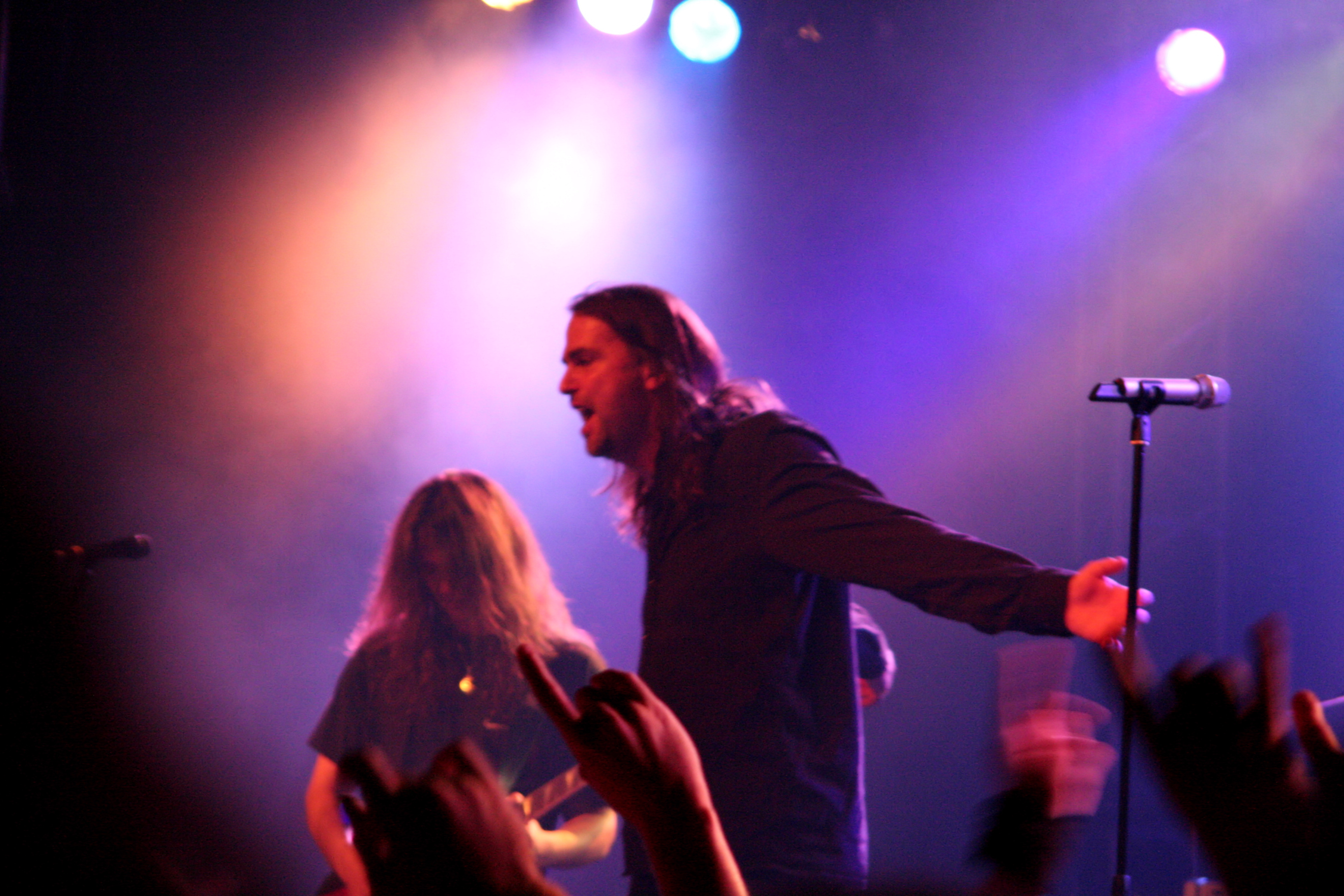
Le chanteur Hansi Kürsch.

En 1998, Blind Guardian fait paraitre son album Nightfall in Middle-Earth. Vincent Jeffries, du site AllMusic, accueille positivement l'album. Avec l'album-concept inspiré du Silmarillion de J. R. R. Tolkien, la musique de Blind Guardian démontre une certaine influence folk rock, et présente l'utilisation du genre heavy de Queen. Depuis Nightfall, la guitare basse est jouée occasionnellement par Oliver Holzwarth, et Hansi au chant. Nightfall est également le dernier album Blind Guardian produit par Rasmussen.
A Night at the Opera, nommé d'après l'album de Queen du même nom, paraît quatre ans plus tard. Dans cet album, le groupe présente une influence metal progressif et une sonorité orchestrale. Bien qu'il ne s'agisse pas d'un véritable album-concept, certaines paroles présentent les thèmes de la religion et des relations entre les humains et les divinités. Il est suivi d'un album live en 2003 et d'un DVD, Imaginations Through the Looking Glass, en 2004.
Blind Guardian participe aux pistes du film King Rising, au nom du roi d'Uwe Boll, sorti en 2008. Le groupe enregistre également le thème du jeu vidéo Sacred 2: Fallen Angel, la suite de Sacred.

### Dernières activités (depuis 2010)
A Voice in the Dark est le prochain single de Blind Guardian commercialisé le 25 juin 2010. Le 30 juillet 2010, l'album At the Edge of Time suit. Le groupe participe au The Sacred Worlds and Songs Divine Tour 2010, accompagné par Enforcer et de Steelwing, pour l'Europe. Le 21 juillet 2011, Hansi Kürsch annonce sur le site officiel de Blind Guardian que le groupe travaille sur un album orchestral,.Le 1er septembre 2011, Oliver Holzwarth se joint à temps plein à Rhapsody of Fire, après 13 ans chez Blind Guardian. Le 7 janvier 2012, le groupe fait paraitre une compilation, intitulée Memories of a Time to Come, composée de chansons remixées et retouchées de sa discographie. Le 11 juillet 2012, Hansi poste la date d'arrêt de leur tournée sur leur site officiel après le Rockharz festival de Ballenstedt.

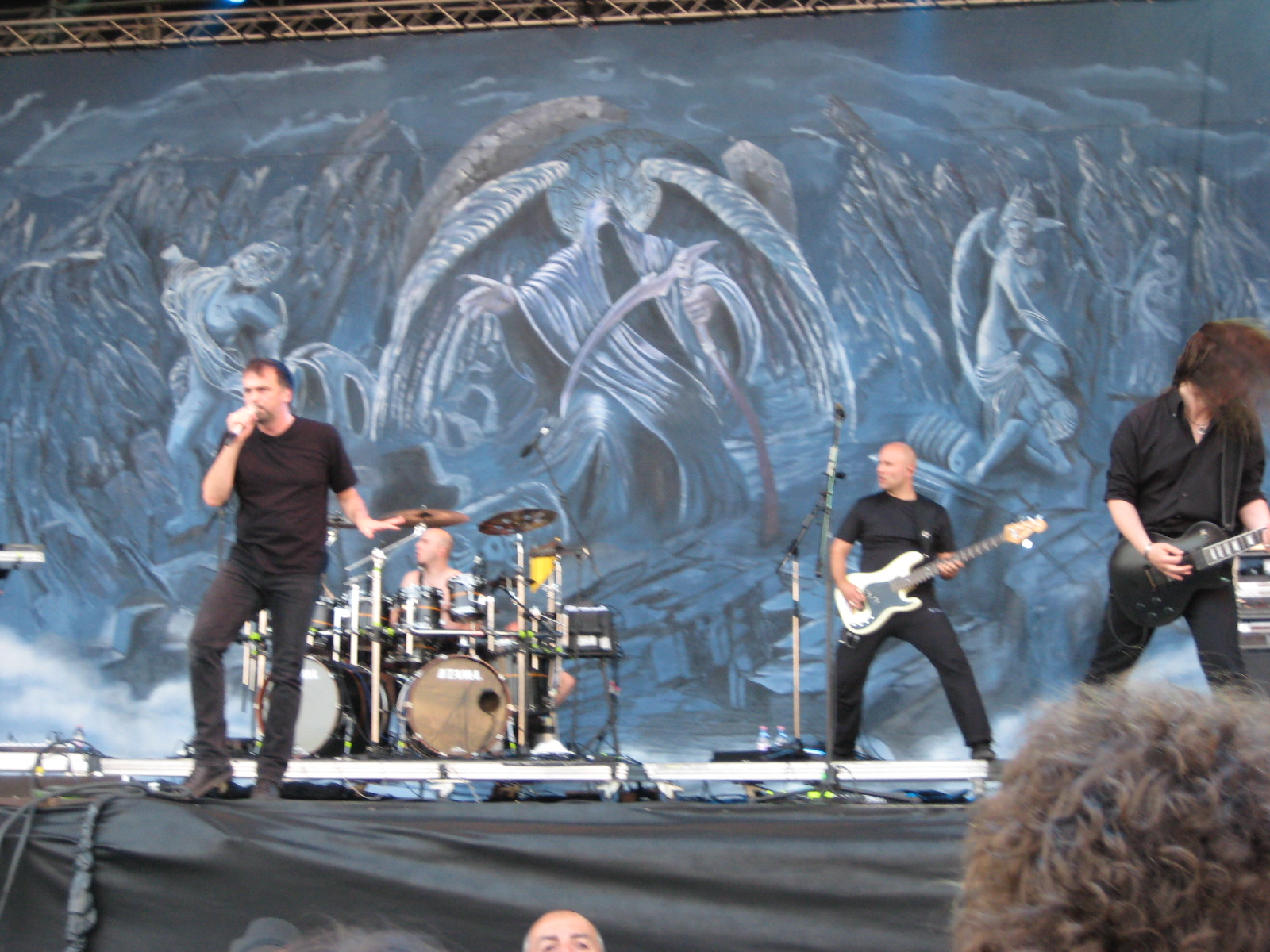
Blind Guardian, en 2009.

En octobre 2013, le groupe annonce sa participation dans une soirée à Geiselwind pour le 31 mai 2014. Le 18 octobre 2013, Hansi annonce une date de fin pour l'achèvement de leur nouvel album. Il mentionne le bon déroulement de la production et la liste des titres qui seront présentés (Irish Hill [désormais intitulé Grand Parade], Encrypted Time, Prophecies, Holy Grail, Winter's Coming, The Throne, The Ocean, et Outcast) et d'autres chansons avec des titres sans doute temporaires comme Song 9 et Midtempo Song.

## Style musical

### Influences d’autres groupes
Le groupe joue essentiellement des morceaux à la mélodie rapide, qui peuvent être décrits comme du speed metal, surtout sur les premiers albums. À cette époque, on reconnaît les influences de leurs compatriotes d’Helloween, mais aussi d’Iron Maiden et Metallica. Durant l’écriture de Follow the Blind, les musiciens du groupe écoutent également des groupes américains de thrash metal, comme Testament ou Forbidden, ce qui conduit à un son parfois plus lourd.
À partir de leur troisième album, Tales from the Twilight World, ainsi que dans Somewhere Far Beyond et Imaginations from the Other Side, la musique est arrangée de façon plus lente et plus orchestrale, ce qui déplaît un peu à de nombreux fans des débuts, mais élargit le public du groupe. 
L’influence de Queen se ressent notamment sur les arrangements des chœurs et des harmonies, par exemple sur A Night at the Opera.
Le chanteur Hansi Kürsch reconnaît l’attrait du groupe pour le rock progressif des années 70, comme les débuts de Genesis, Gentle Giant et Emerson, Lake and Palmer. Cependant, il remarque que les plus fortes influences sont celles des groupes de metal progressif comme Fates Warning, Queensrÿche et Savatage. Les influences folkloriques sur Nightfall in Middle-Earth viennent principalement du groupe britannique de rock  Jethro Tull.
Aujourd'hui, les caractéristiques de Blind Guardian sont des arrangements polyphoniques complexes de guitare, ainsi que des effets et techniques insolites. La création de leurs morceaux est quasiment exempte de répétitions.

### Thèmes abordés
Les textes abordent la plupart du temps des thèmes de la littérature fantasy, en particulier Le Seigneur des anneaux de J. R. R. Tolkien. Le groupe reprend également des thèmes des œuvres de Stephen King, Frank Herbert, Michael Moorcock (le Cycle d’Elric) et Walter Moers. Des thèmes de l'Histoire, de société ou religieux sont aussi abordés. L'album A Twist in the Myth évoque des thèmes plus abstraits comme l'importance des changements et des rêves.

## Membres
Membres actuels
- Hansi Kürsch – voix (depuis 1984), basse (1984–1996)
- André Olbrich – guitare lead, chant en live (depuis 1984)
- Marcus Siepen – guitare rythmique, chant en live (depuis 1987)
- Frederik Ehmke – batterie, percussion, flute (depuis 2005)
- Johan van Stratum - Basse (depuis juillet 2021)

Membres de session
- Thomas Hackmann (studio) – chant secondaire (depuis 1990)
- Oliver Holzwarth (studio) – basse (depuis 1997), membre live avec chant secondaire (1997–2011)
- Olaf Senkbeil (studio) – chant secondaire (depuis 1998)
- Pat Bender (studio) – clavier, effets sonores (depuis 2002)

Anciens membres
- Thomas Kelleners – chant (1984)
- Markus Dörk – guitare (1984–1985)
- Christof Theißen – guitare rythmique (1986)
- Hans-Peter Frey – batterie (1986)
- Thomas « Thomen » Stauch – batterie, percussion (1984–1985, 1987–2005)

Anciens membres de session
- Mathias Wiesner (studio) – clavier, effets sonores (1989–2002), basse (1992)
- Alex Holzwarth (live) – batterie (2002–2003)
- Michael "Mi" Schüren (live and studio) – clavier, grand piano (1997–2011)
- Barend Courbois (live) – basse (2012-2021)

## Discographie

### DVD
- Imaginations Through the Looking Glass (Concert) (2004)

### The-Remasters
En 2007, à l'occasion du 20e anniversaire du groupe, les six premiers albums studio (de Battalions of Fear à Nightfall in Middle-Earth inclus), l'album live  Tokyo Tales et la compilation The Forgotten Tales ont été remasterisés par Charlie Bauerfeind. Ces versions comprennent des bonus (démo et/ou second titre de single), et les livrets ont été enrichis de notes et de nouvelles illustrations. Les couvertures ont également été retravaillées. Les deux premiers albums (Battalions of Fear et Follow the Blind) ont été remixés.

Ces versions remasterisées ont été publiées en juin 2007 dans toute l'Europe, puis dans le monde, par leur label de l'époque, Virgin/EMI. Les tranches des 8 CD donnent, rangés chronologiquement, une variante modernisée de la "guitare-dragon" du single A Past and Future Secret,.

### Autres
- Gamma Ray - Land of the Free (1995) Hansi Kürsch chante aux côtés de Kai Hansen sur le titre: Farewell
- Edguy - Vain Glory Opera (1998) Hansi Kürsch chante aux côtés de Tobias Sammet sur les titres Out of control et Vain Glory Opera
- Holy Dio - A Tribute To The Voice Of Metal (1999) le groupe reprend le morceau Don't talk to strangers
- Demons & Wizards - Demons & Wizards (2000) Hansi Kürsch et Jon Schaffer d'Iced Earth montent le projet et sortent leur premier album
- Therion - Deggial (2000) Hansi Kürsch chante sur le titre: Flesh of the Gods
- Angra - Temple of Shadows (2004) Hansi Kürsch chante aux côtés d'Eduardo Falaschi sur le titre: Winds Of Destination
- Demons & Wizards - Touched by the Crimson King (2005) deuxième album du projet
- Dreamtone & Iris Mavraki's Neverland - Reversing Time (2008) Hansi Kürsch chante sur le titre: To loose the Sun
- Ayreon - 01011001 (2008) Hansi Kürsch chante sur plusieurs titres